# Coupe de Turquie de football 2011-2012
Navigation
Coupe de Turquie 2010-2011 Coupe de Turquie 2012-2013
La Coupe de Turquie de football 2011-2012 est la 50e édition de la Coupe de Turquie. Elle est organisée par la Fédération turque de football (TFF). La compétition met aux prises 57 clubs amateurs et professionnels à travers la Turquie. 
Beşiktaş est le tenant du titre.

## Déroulement de la compétition
Vous trouverez ci-dessous les étapes par étapes de la compétition de la Coupe de Turquie Ziraat.
- Voir la page Coupe de Turquie de football pour les coupes précédentes.

## Premier Tour
| Club                       | Résultat | Club                  |
| -------------------------- | -------- | --------------------- |
| Adana Demirspor            | 2-0      | Elazığspor            |
| Tepecikspor                | 0-1      | Gaziosmanpaşaspor     |
| Kırklarelispor             | 1-2      | Eyüpspor              |
| Ünyespor                   | 1-0      | Sakaryaspor           |
| Bugsaş Spor                | 2-1      | Tokatspor             |
| Çorumspor                  | 1-0      | Beypazarı Şekerspor   |
| Bandırmaspor               | 1-0      | Turgutluspor          |
| Denizli Belediyespor       | 1-3      | Göztepe Izmir         |
| Altınordu SK               | 1-2      | Fethiyespor           |
| Şanlıurfaspor              | 3-1      | Yeni Malatyaspor      |
| İskenderun Demir Çelikspor | 0-1      | Konya Torku Şekerspor |

## Deuxième Tour
| Club                  | Résultat | Club                |
| --------------------- | -------- | ------------------- |
| Adanaspor             | 3-1      | Kartalspor          |
| Tavşanlı Linyitspor   | 0-2      | Bugsaş Spor         |
| Eyüpspor              | 2-1      | Bucaspor            |
| Gaziosmanpaşaspor     | 2-0      | Giresunspor         |
| Karşiyaka             | 1-2      | Ünyespor            |
| Şanlıurfaspor         | 1-0      | Denizlispor         |
| Gaziantep BB          | 3-0      | Göztepe Izmir       |
| Kasımpaşa             | 4-2      | Bandırmaspor        |
| Adana Demirspor       | 2-1      | Kayseri Erciyesspor |
| Akhisar Belediyespor  | 3-1      | Altay İzmir         |
| Rizespor              | 6-0      | Çorumspor           |
| Konya Torku Şekerspor | 5-1      | Konyaspor           |
| Boluspor              | 5-1      | Fethiyespor         |
| Diyarbakırspor        | 0-1      | Güngörenspor        |

## Troisième Tour
| Club                 | Résultat      | Club                  |
| -------------------- | ------------- | --------------------- |
| Bursaspor            | 4-1           | Şanlıurfaspor         |
| Galatasaray          | 4-1           | Adana Demirspor       |
| Akhisar Belediyespor | 0-1           | Kayserispor           |
| Boluspor             | 3-2           | Gençlerbirliği        |
| Bugsaş Spor          | 2-1           | Manisaspor            |
| Gaziosmanpaşaspor    | 1-3           | Antalyaspor           |
| Eyüpspor             | 2-3           | Eskişehirspor         |
| Kardemir Karabükspor | 2-0           | Ünyespor              |
| Trabzonspor          | 2-0           | Güngörenspor          |
| Adanaspor            | 1-2           | İstanbul BB           |
| Ankaragücü           | 2-6           | Kasımpaşa             |
| Mersin İdman Yurdu   | 1-3           | Sivasspor             |
| Beşiktaş             | 2-1           | Gaziantep BB          |
| Samsunspor           | 0-0 (4-2) tab | Orduspor              |
| Rizespor             | 3-2           | Gaziantepspor         |
| Fenerbahçe           | 4-1           | Konya Torku Şekerspor |

## Quatrième Tour
| Club          | Date       | Club                 |
| ------------- | ---------- | -------------------- |
| Bugsaş Spor   | 0-2 (a.p.) | Bursaspor            |
| Galatasaray   | 0-1        | Sivasspor            |
| Antalyaspor   | 2-1 (a.p.) | Trabzonspor          |
| Rizespor      | 0-1        | Kardemir Karabükspor |
| Eskişehirspor | 3-0        | Kasımpaşa            |
| Fenerbahçe    | 3-0        | Samsunspor           |
| Boluspor      | 1-0        | Beşiktaş             |
| Kayserispor   | 1-0        | İstanbul BB          |

## Quarts de finale
| 10 avril 2012 | Eskişehirspor                                | 3-0   | Antalyaspor |                                                           |                                                           |
| 19 h 30       | Erkan Zengin 41e 47e · Batuhan Karadeniz 68e | (1-0) |             | Stade Şükrü Saracoğlu (Istanbul) Arbitrage : Barış Şimşek | Stade Şükrü Saracoğlu (Istanbul) Arbitrage : Barış Şimşek |
| 19 h 30       | (Rapport)                                    |       |             | Stade Şükrü Saracoğlu (Istanbul) Arbitrage : Barış Şimşek | Stade Şükrü Saracoğlu (Istanbul) Arbitrage : Barış Şimşek |

| 11 avril 2012 | Fenerbahçe                                                                   | 2-2 5 - 4 t. a. b. | Kayserispor                                                                         |                                                          |                                                          |
| 19 h 30       | Cristian Baroni 48e · Moussa Sow 90+2e                                       | (0-1)              | 42e Nordin Amrabat · 46e Emir Kujović                                               | Stade Ankara 19 Mayıs (Ankara) Arbitrage : Özgür Yankaya | Stade Ankara 19 Mayıs (Ankara) Arbitrage : Özgür Yankaya |
| 19 h 30       | (Rapport)                                                                    |                    |                                                                                     | Stade Ankara 19 Mayıs (Ankara) Arbitrage : Özgür Yankaya | Stade Ankara 19 Mayıs (Ankara) Arbitrage : Özgür Yankaya |
| 19 h 30       | Semih Şentürk · Reto Ziegler · Serdar Kesimal · Moussa Sow · Cristian Baroni | Tirs au but 5 - 4  | Cristian Riveros · James Troisi · Emir Kujović · Peter Pekarík · Hasan Ali Kaldırım | Stade Ankara 19 Mayıs (Ankara) Arbitrage : Özgür Yankaya | Stade Ankara 19 Mayıs (Ankara) Arbitrage : Özgür Yankaya |

| 12 avril 2012 | Kardemir Karabükspor | 1-0   | Boluspor |                                                            |                                                            |
| 17 h 30       | Ilhan Parlak 86e     | (0-0) |          | Stade Ankara 19 Mayıs (Ankara) Arbitrage : Abdullah Yılmaz | Stade Ankara 19 Mayıs (Ankara) Arbitrage : Abdullah Yılmaz |
| 17 h 30       | (Rapport)            |       |          | Stade Ankara 19 Mayıs (Ankara) Arbitrage : Abdullah Yılmaz | Stade Ankara 19 Mayıs (Ankara) Arbitrage : Abdullah Yılmaz |

| 12 avril 2012 | Sivasspor      | 1-4   | Bursaspor                                                        |                                                            |                                                            |
| 19 h 30       | Uğur Kavuk 57e | (0-3) | 6e Pablo Batalla · 36e 38e Sebastián Pinto · 78e Gökçek Vederson | Stade Şükrü Saracoğlu (Istanbul) Arbitrage : Fırat Aydınus | Stade Şükrü Saracoğlu (Istanbul) Arbitrage : Fırat Aydınus |
| 19 h 30       | (Rapport)      |       |                                                                  | Stade Şükrü Saracoğlu (Istanbul) Arbitrage : Fırat Aydınus | Stade Şükrü Saracoğlu (Istanbul) Arbitrage : Fırat Aydınus |

## Demi-finales
| 25 avril 2012 | Bursaspor                                   | 3-0   | Eskişehirspor |                                                     |                                                     |
| 18 h 0        | Sebastián Pinto 33e 46e · Pablo Batalla 54e | (1-0) |               | Stade İzmir Atatürk (Izmir) Arbitrage : Ilker Meral | Stade İzmir Atatürk (Izmir) Arbitrage : Ilker Meral |
| 18 h 0        | (rapport)                                   |       |               | Stade İzmir Atatürk (Izmir) Arbitrage : Ilker Meral | Stade İzmir Atatürk (Izmir) Arbitrage : Ilker Meral |

| 26 avril 2012 | Kardemir Karabükspor | 0-2   | Fenerbahçe                         |                                                          |                                                          |
| 18 h 0        |                      | (0-1) | 35e Semih Şentürk · 58e Issiar Dia | Stade Ankara 19 Mayıs (Ankara) Arbitrage : Tolga Özkalfa | Stade Ankara 19 Mayıs (Ankara) Arbitrage : Tolga Özkalfa |
| 18 h 0        | (rapport)            |       |                                    | Stade Ankara 19 Mayıs (Ankara) Arbitrage : Tolga Özkalfa | Stade Ankara 19 Mayıs (Ankara) Arbitrage : Tolga Özkalfa |

## Finale
| 16 mai 2012 | Bursaspor | 0-4   | Fenerbahçe                                                          |                                                            |                                                            |
| 19 h 30     |           | (0-2) | 2e Caner Erkin · 44e Cristian Baroni · 58e Semih Şentürk · 77e Alex | Stade Ankara 19 Mayıs (Ankara) Arbitrage : Bülent Yildirim | Stade Ankara 19 Mayıs (Ankara) Arbitrage : Bülent Yildirim |
| 19 h 30     | (rapport) |       |                                                                     | Stade Ankara 19 Mayıs (Ankara) Arbitrage : Bülent Yildirim | Stade Ankara 19 Mayıs (Ankara) Arbitrage : Bülent Yildirim |